# بوگدان بلیزنیوک
بوگدان بلیزنیوک (انگلیسی: Bogdan Bliznyuk؛ زادهٔ ۳۱ مارس ۱۹۹۵) بازیکن بسکتبال اهل اوکراین است.